# قلعة شداء
قلعة شداء وهي قلعة تاريخية تقع في محافظة صعدة مديرية شداء على رأس جبل شداء ويرجع تاريخ القلعة إلى المرحلة الأولى من الحكم العثماني، وتجددت وتوسعت خلال الحكم الإمام يحيى بن حميد الدين، وتطل على مساحات واسعة من صبا إلى الموسم، وحرض ويتبع القلعة عدد من الحاميات والمرافق الخدمية.

## الوصف المعماري
تتكون القلعة من ثلاثة أدوار، وملحقها الجنوبي يتكون من دورين، وكان يحيط بها سور حجري وإلى الجهة الشمالية من القلعة توجد بقايا آثار مسجد، وأهم المرافق التابعة للقلعة خزانات المياه والمدافن ومخازن العتاد والمؤن، أما الحاميات العديدة التابعة للقلعة فأهمها حصن شاهر همدان، ويطل على المناطق الحدودية للمملكة العربية السعودية، وتوجد جوار الحصن حاميتان شرقية وشمالية، نمطها المعماري على شكل أبراج دائرية، وتشرف تلك الحاميات على وادي ليه بمساقط مياههُ الواسعة.